# مارک رافلو
مارک آلن رافالو (انگلیسی: Mark Alan Ruffalo؛ زادهٔ ۲۲ نوامبر ۱۹۶۷) بازیگر آمریکایی است. او بازیگری را در اوایل دههٔ ۱۹۹۰ آغاز کرد و برای حضور در نمایش این جوانان ما (۱۹۹۸) و فیلم درام می‌توانی روی من حساب کنی (۲۰۰۰) شناخته شد. او نقش اصلی کمدی‌های عاشقانهٔ رفتن از ۱۳ به ۳۰ (۲۰۰۴) و درست مثل بهشت (۲۰۰۵) و تریلرهای در برش (۲۰۰۳)، زودیاک (۲۰۰۷) و جزیره شاتر (۲۰۱۰) را به عهده داشت. او در نقش مکمل فیلم علمی تخیلی عاشقانهٔ درخشش ابدی یک ذهن پاک (۲۰۰۴) نیز حضور داشت.
رافلو برای نقش مکملش در نمایش برادوی برخیز و بخوان! در سال ۲۰۰۶ نامزد دریافت جایزهٔ تونی شد. او برای ایفای نقش بروس بنر / هالک در فیلم‌های ابرقهرمانی دنیای سینمایی مارول شامل انتقام‌جویان (۲۰۱۲)، انتقام‌جویان: جنگ ابدیت (۲۰۱۸) و انتقام‌جویان: پایان بازی (۲۰۱۹) به شهرت بین‌المللی دست یافت.
رافلو برای ایفای نقش اهداکنندهٔ اسپرم در کمدی-درام بچه‌ها حالشان خوب است (۲۰۱۰) دیو شولتز در فیلم زندگی‌نامه‌ای فاکس‌کچر (۲۰۱۴)، مایکل رزندس در درام اسپات‌لایت (۲۰۱۵) و وکیلی فاسد در بیچارگان (۲۰۲۳) نامزد دریافت جایزهٔ اسکار بهترین بازیگر نقش مکمل مرد شد. او در درام تلویزیونی قلب طبیعی (۲۰۱۵) برای بازی در نقش یک نویسندهٔ گی و کنشگر توانست جایزهٔ انجمن بازیگران فیلم را کسب کند. همچنین برای نقش دوگانه‌اش به‌عنوان دوقلوهای همسان در مینی‌سریال می‌دانم بسیار حقیقت دارد (۲۰۲۰) برندهٔ جایزهٔ امی ساعات پربیننده شد.

## فیلم‌شناسی

### فیلم
| سال  | عنوان                       | توضیحات                       |
| ---- | --------------------------- | ----------------------------- |
| ۱۹۹۲ | Rough Trade                 | فیلم کوتاه                    |
| ۱۹۹۴ | آینه، آینه ۲: رقص کلاغ      |                               |
| ۱۹۹۴ | عزیزم رفت                   |                               |
| ۱۹۹۵ | آینه، آینه ۳: چشم‌چران       |                               |
| ۱۹۹۶ | سرنوشت مارتی فاین           |                               |
| ۱۹۹۶ | دندان‌پزشک                   |                               |
| ۱۹۹۶ | Blood Money                 |                               |
| ۱۹۹۶ | The Last Big Thing          |                               |
| ۱۹۹۸ | مردان امن                   |                               |
| ۱۹۹۸ | ۵۴                          |                               |
| ۱۹۹۹ | How Does Anyone Get Old?    | فیلم کوتاه                    |
| ۱۹۹۹ | یک ماهی در وان حمام         |                               |
| ۱۹۹۹ | سواری با اهریمن             |                               |
| ۲۰۰۰ | می‌توانی روی من حساب کنی     |                               |
| ۲۰۰۰ | متعهد                       |                               |
| ۲۰۰۱ | آخرین قلعه                  |                               |
| ۲۰۰۱ | Apartment 12                |                               |
| ۲۰۰۲ | ایکس‌ایکس‌/ایکس‌وای            |                               |
| ۲۰۰۲ | رمزگویان باد                |                               |
| ۲۰۰۳ | زندگی من بدون من            |                               |
| ۲۰۰۳ | نمایی از بالا               |                               |
| ۲۰۰۳ | در برش                      |                               |
| ۲۰۰۴ | ما دیگر اینجا زندگی نمی‌کنیم | همچنین تهیه‌کننده اجرایی       |
| ۲۰۰۴ | درخشش ابدی یک ذهن پاک       |                               |
| ۲۰۰۴ | رفتن از ۱۳ به ۳۰            |                               |
| ۲۰۰۴ | وثیقه                       |                               |
| ۲۰۰۵ | درست مثل بهشت               |                               |
| ۲۰۰۵ | شایعه شده…                  |                               |
| ۲۰۰۶ | همه مردان پادشاه            |                               |
| ۲۰۰۷ | Chicago 10                  |                               |
| ۲۰۰۷ | زودیاک                      |                               |
| ۲۰۰۷ | جاده رزرو                   |                               |
| ۲۰۰۸ | کوری                        |                               |
| ۲۰۰۸ | آنچه تو را نمی‌کشد           |                               |
| ۲۰۰۹ | همدردی برای طعم خوش         |                               |
| ۲۰۰۹ | جایی که موجودات وحشی هستند  |                               |
| ۲۰۰۹ | Sympathy for Delicious      | همچنین کارگردان و تهیه‌کننده   |
| ۲۰۱۰ | بچه‌ها حالشان خوب است        |                               |
| ۲۰۱۰ | جزیره شاتر                  |                               |
| ۲۰۱۰ | شب قرار                     |                               |
| ۲۰۱۱ | مارگارت                     |                               |
| ۲۰۱۲ | انتقام‌جویان                 | جایگزین ادوارد نورتون         |
| ۲۰۱۳ | مرد آهنی ۳                  | حضور افتخاری ذکرنشده در عوامل |
| ۲۰۱۳ | با تشکر برای به‌اشتراک‌گذاری  |                               |
| ۲۰۱۳ | اکنون مرا می‌بینی            |                               |
| ۲۰۱۳ | دوباره شروع کن              | [ ۴ ]                         |
| ۲۰۱۴ | خرس همیشه قطبی              | همچنین تهیه‌کننده اجرایی       |
| ۲۰۱۴ | فاکس‌کچر                     |                               |
| ۲۰۱۵ | انتقام‌جویان: عصر اولتران    |                               |
| ۲۰۱۵ | اسپات‌لایت                   |                               |
| ۲۰۱۶ | اکنون مرا می‌بینی ۲          |                               |
| ۲۰۱۶ | تیم ثور                     | فیلم کوتاه                    |
| ۲۰۱۷ | Anything                    | تهیه‌کننده اجرایی              |
| ۲۰۱۷ | ثور: رگناروک                |                               |
| ۲۰۱۸ | انتقام‌جویان: جنگ ابدیت      |                               |
| ۲۰۱۹ | کاپیتان مارول               | حضور افتخاری ذکرنشده در عوامل |
| ۲۰۱۹ | انتقام‌جویان: پایان بازی     |                               |
| ۲۰۱۹ | آب‌های تیره                  | همچنین تهیه‌کننده              |
| ۲۰۲۱ | شانگ چی و افسانه ده حلقه    | حضور افتخاری ذکرنشده در عوامل |
| ۲۰۲۲ | پروژه آدام                  | [ ۱۰ ]                        |
| ۲۰۲۳ | بیچارگان                    | [ ۱۱ ]                        |
| ۲۰۲۴ | میکی ۱۷                     |                               |

### تلویزیون
| سال  | عنوان                       | نقش                               | توضیحات                                 |
| ---- | --------------------------- | --------------------------------- | --------------------------------------- |
| ۱۹۸۹ | CBS Summer Playhouse        | مایکل دان                         | قسمت: "American Nuclear"                |
| ۱۹۹۴ | به‌سوی جنوب                  | وینی وبر                          | قسما: "A Cop, a Mountie, and a Baby"    |
| ۱۹۹۷ | On the 2nd Day of Christmas | برت                               | تله‌فیلم                                 |
| ۱۹۹۸ | هودینی                      | تئو                               | تله‌فیلم                                 |
| ۲۰۰۰ | بیت                         | Zane Marinelli                    | ۸ قسمت                                  |
| ۲۰۱۱ | سسمی استریت                 | خودش                              | قسمت ۱                                  |
| ۲۰۱۴ | قلب طبیعی                   | لری کریمر                         | فیلم تلویزیونی؛ همچنین تهیه‌کنندهٔ اجرایی |
| ۲۰۲۰ | می‌دانم این خیلی درست است    | Dominick Birdsey / Thomas Birdsey | ۶ قسمت؛ همچنین تهیه‌کنندهٔ اجرایی         |
| ۲۰۲۱ | چه می‌شود اگر… ؟             | بروس بنر / هالک (صدا)             | قسمت ۲                                  |
| ۲۰۲۲ | هالک-دخت                    | بروس بنر / هالک                   |                                         |